# Mixed Emotions (chanson des Rolling Stones)
Singles de The Rolling Stones
One Hit (To the Body)
(1986) Rock and a Hard Place
(1989)
Clip vidéo
[vidéo] « Mixed Emotions », sur YouTube
Pistes de Steel Wheels
Sad, Sad, Sad
(1) Terrifying
(3)
Mixed Emotions est une chanson du groupe de rock britannique Rolling Stones parue d'abord en single le 21 août 1989, puis sur l'album Steel Wheels une semaine plus tard. La chanson est écrite par Mick Jagger et Keith Richards pendant leurs vacances à la Barbade où ils ont retrouvé leur complicité après des années de tensions entre eux. Le single se retrouve classé dans le top dix dans de nombreux pays, dont cinquième aux Etats-Unis et n°1 au Canada et au classement rock aux Etats-Unis.

## Enregistrement
La chanson a été enregistrée par Christopher Marc Potter et Rupert Coulson aux studios Air sur l'île de Montserrat et aux studios Olympic à Londres. Il a été mixé par Michael H. Brauer. Keith Richards, Mick Jagger et Ronnie Woods se partagent les parties de guitares. Le piano et l'orgue sont joués par Chuck Levell qui accompagne le groupe en tant que musicien d'accompagnement depuis 1981. Les chœurs sont assurés par Mick, Keith, Sarah Dash, Lisa Fisher et Bernard Fowler, ce dernier sera choriste pour les prochaines tournées du groupe. Les Kick Horns apportent les parties de cuivres, tandis que Luis Jardim est aux percussions. Le batteur Charlie Watts et le bassiste Bill Wyman se retrouvent fidèles à leur poste.

## Clip musical
Pour correspondre à la nature optimiste de la chanson, le clip vidéo met en vedette le groupe, enjoué et souriant, interprétant la chanson comme s'il l'enregistrait. Cela contraste fortement avec la vidéo précédente du groupe, One Hit (to the Body) en 1986, filmée à une époque où les relations entre Jagger et Richards étaient tendues, et qui montrait une bagarre entre les deux.

## Parution et réception
Sorti en tant que premier single de Steel Wheels le 21 août 1989, Mixed Emotions se classe à la cinquième place aux États-Unis, et arrive en tête de classements au Canada pendant une semaine et au classement rock aux Etats-Unis pendant cinq semaines. Il s'agit du dernier single du groupe pendant longtemps à atteindre le top dix dans le classement principal Billbord aux Etats-Unis. Le single arrive également dans le top dix dans plusieurs autres pays. Le single a débuté à la 48e place du hit-parade britannique des singles (pour la semaine du 27 août au 2 septembre 1989) et atteint la 36e place deux semaines plus tard.
Le single comporte également le remix de la chanson rallongée par le producteur Chris Kimsey (la version 12 inch) et la chanson Fancy Man Blues, une chanson hors album enregistrée durant les sessions de Steel Wheels. Ces deux chansons apparaissent sous cette forme par la suite sur la compilation Rarities 1971-2003 en 2005.
La chanson est interprétée à chaque concert durant la tournée Steel Wheels/Urban Jungle en 1989 et 1990. La chanson apparait par la suite sur les compilations Jump Back (1993), Forty Licks (2002) et GRRR! (2012).
En 1989, la face B, Fancy Man Blues est offerte à George Martin pour l'album caritatif After The Hurricane - Songs For Montserrat afin d'amasser des fonds pour l'île de Montserrat, dévastée par l'ouragan Hugo.

## Personnel

### The Rolling Stones
- Mick Jagger : chant, chœurs, guitare, production
- Keith Richards : guitare, chœurs, production
- Ronnie Wood : guitare, chœurs
- Bill Wyman : basse
- Charlie Watts : batterie

### Musiciens additionnels
- Chuck Levell : orgue, piano
- Luis Jardim : percussions
- Kick Horns : cuivres
- Sarah Dash, Lisa Fisher et Bernard Fowler : choeurs

### Equipe technique
- Chris Kimsey : production
- Christopher Marc Potter et Rupert Coulson : ingénieurs du son
- Michael H. Brauer : mixage

## Liste des titres
1. Mixed Emotions (Version single) – 4:00
2. Mixed Emotions (12-inch remix par Chris Kimsey) – 6:10
3. Fancy Man Blues – 4:54

## Classements
| Classement (1989)                      | Meilleure position |
| -------------------------------------- | ------------------ |
| Australie (ARIA)                       | 25                 |
| Autriche (Ö3 Austria Top 40)           | 17                 |
| Belgique (Flandre Ultratop 50 Singles) | 14                 |
| Canada (Top Singles)                   | 1                  |
| Europe (Eurochart Hot 100)             | 23                 |
| Finlande (Suomen virallinen lista)     | 9                  |
| France (SNEP)                          | 41                 |
| Irlande (IRMA)                         | 17                 |
| Pays-Bas (Nederlandse Top 40)          | 10                 |
| Pays-Bas (Single Top 100)              | 9                  |
| Nouvelle-Zélande (RMNZ)                | 9                  |
| Norvège (VG-lista)                     | 9                  |
| Suède (Sverigetopplistan)              | 15                 |
| Suisse (Schweizer Hitparade)           | 24                 |
| Royaume-Uni (UK Singles Chart)         | 36                 |
| États-Unis (Hot 100)                   | 5                  |
| États-Unis (Alternative Songs)         | 22                 |
| États-Unis (Mainstream Rock)           | 1                  |
| Allemagne (Media Control AG)           | 20                 |

| Classement (1989)         | Position |
| ------------------------- | -------- |
| Canada Top Singles (RPM)  | 20       |
| Pays-Bas (Dutch Top 40)   | 89       |
| Pays-Bas (Single Top 100) | 94       |